# Militaire acties op Borneo

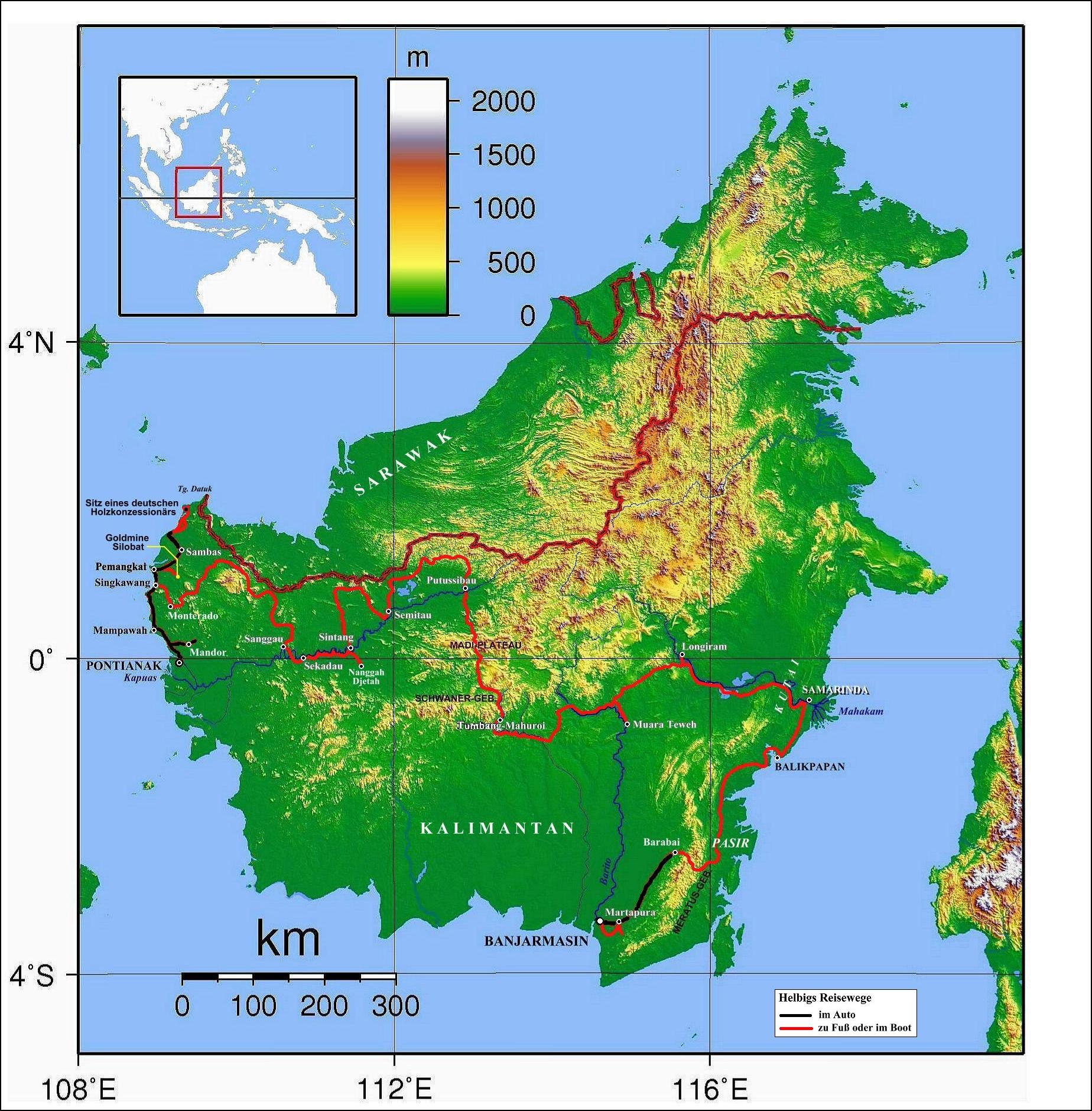
Topografische plattegrond

Rond 1787 had Nederland controle over delen van West- en Zuid-Borneo. Inmiddels was het monopolie op scheepvaart in de Archipel door het Verdrag van Parijs (1784) tot een eind gekomen en was de Vereenigde Oostindische Compagnie door slecht beleid en gebrekkige procedures geen gezonde onderneming meer. Aan het eind van de 18e eeuw werd de VOC opgeheven. Door deze ontwikkelingen was het niet goed mogelijk van Borneo een zinvolle bezitting te maken.
In 1790 verklaarden de autoriteiten in Batavia dat de vestigingen op de westkust zinloos, een probleem en ergernis waren; een jaar later trok men zich eruit terug. Een gebied dat door de Sultan van Bandjermasin in 1787 was overgedragen werd in 1797 aan hem teruggegeven. Daarna was de enige zichtbare aanwezigheid van de VOC een klein fort in Tatas aan de zuidkust. Pas in de loop van de 19e eeuw begon de koloniale belangstelling voor Borneo weer toe te nemen, zowel van Britse als van Nederlandse zijde.
De Britse belangstelling voor Borneo richtte zich op het noorden van het eiland, in de nabijheid van belangrijke scheepvaartroutes van India naar Singapore en China. De Nederlanders probeerden om commerciële en politieke redenen (de nabijheid van Java) hun invloed in het zuiden te vergroten.

## De Britse invloed op Sarawak

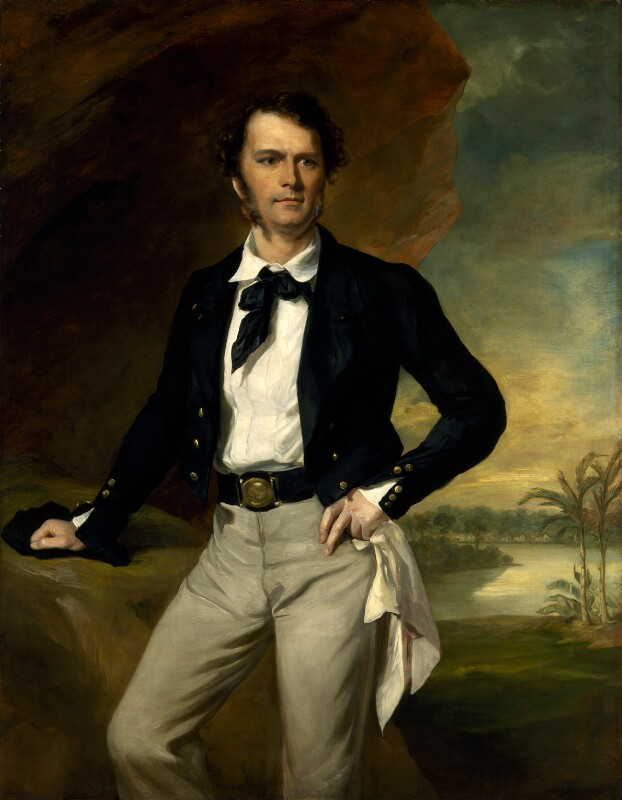
Sir James Brooke in 1847

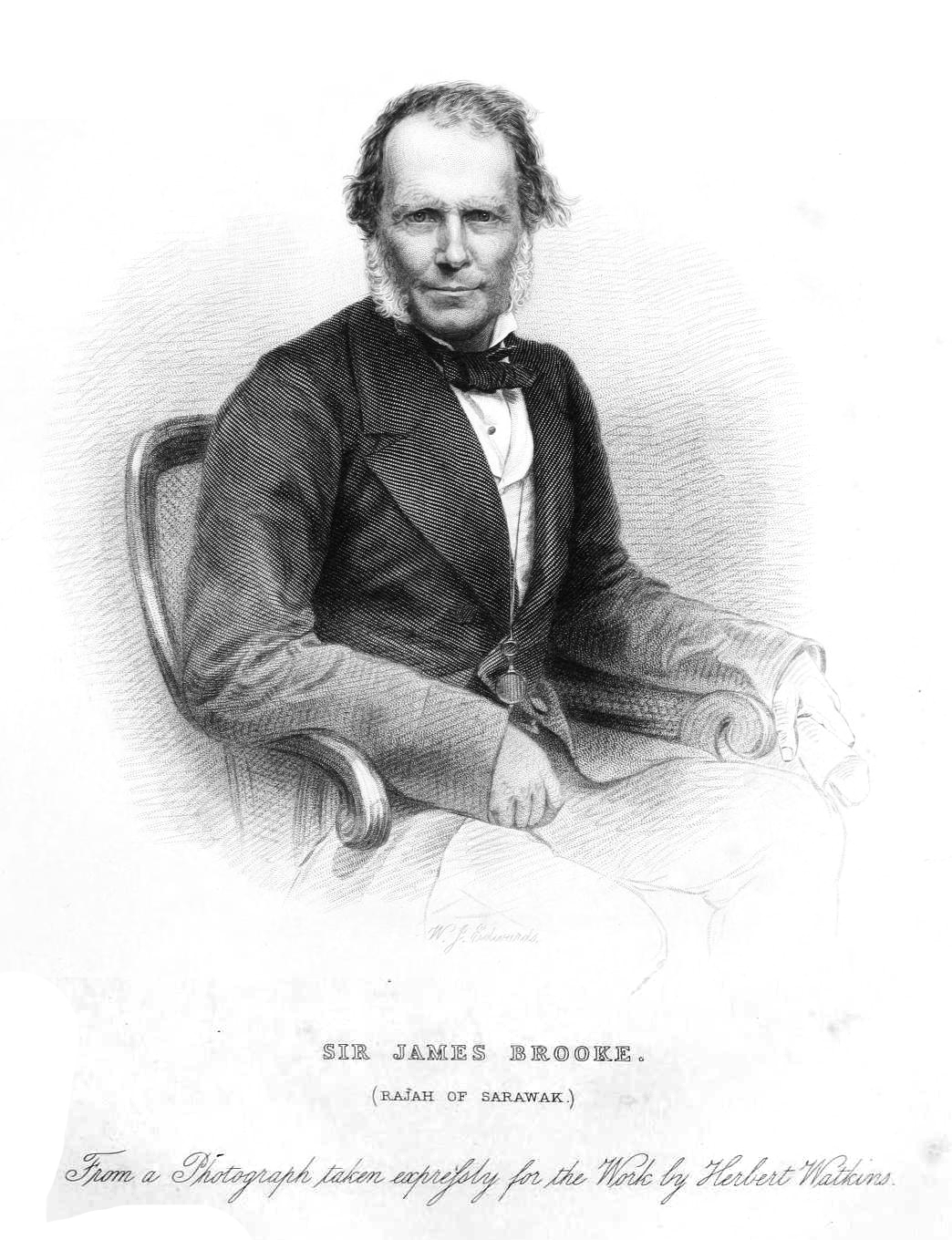
Sir James Brooke, circa 1860

In Sarawak hadden de Britten een "blanke Radja" als bestuurder in de persoon van James Brooke. Een erfenis had hem in 1839 in staat gesteld een expeditie te ondernemen naar Noord-Borneo, dat bestond uit het Sultanaat Brunei en uit Sarawak. Het gebied werd bewoond door Maleise handelaren en zeerovers, enkele Chinezen en inlandse volken zoals de Dajaks. De laatsten gingen zich ook met piraterij bezighouden, de Maleisiërs schakelden hen in als hulpkrachten waarbij ze de kunst afkeken. De sultan claimde Sarawak als zijn bezit, werd door Maleise hoofden in naam erkend als soeverein maar had weinig controle. Brooke kwam in Kuching, Sarawak, in contact met Raja Muda Hassim, een oom van de sultan. Deze was in Sarawak om een rebellie te onderdrukken, een deel van de Maleisiërs was voorstander van aansluiting bij de Sultan van Sambas aan de westkust die gelieerd was met Nederlands-Indië. (Het gouvernement in Batavia wilde hier echter niet aan meewerken). Brooke bood zijn hulp en bemiddeling aan, met gunstig gevolg. Als dank bood Hassim hem aan, resident van Sarawak te worden. Na wat onderlinge misverstanden werd dit effectief in september 1841.

Brooke was geen voorstander van commerciële exploitatie van noordelijk Borneo wat wrijvingen gaf met investeerders in Londen. Verbetering van de leefomstandigheden van de inheemse bevolking vond hij belangrijker.

In 1849 kwam Brooke in de problemen nadat hij de Royal Navy had ingeschakeld voor een actie tegen piraten bij Batang Marau, aan de Sarang rivier in Noord-Borneo. Hierbij werden ruim 80 prauwen vernietigd en vielen zeker 300 doden aan de kant van de lokale bevolking. Het ingrijpen had in zoverre succes dat hierna piraterij onder de Saribas-bevolking niet meer voorkwam; het optreden van Brooke en de marine werd door velen echter als disproportioneel gezien en de Britse regering liet een onderzoek uitvoeren waarin ook andere kwesties betreffende Brooke werden meegenomen. Hoewel Brooke op diverse punten werd vrijgepleit was zijn "ethische" reputatie geschonden door het enkele feit dat hij onderwerp was geweest van een onderzoek. Zijn positie als bestuurder van Sarawak was verzwakt al bleef hij deze functie tot zijn dood in 1868 uitoefenen.

Brooke was vanaf het begin kritisch over de Nederlands-Indische politiek in de archipel die niet strookte met zijn principes en volgens hem veel had bedorven. Ook had hij geen hoge dunk van de kracht van het Nederlands bestuur dat zich kon handhaven door gebrek aan concurrentie van andere mogendheden.

## De Nederlandse invloed
De Nederlandse invloed op Borneo nam in de periode 1817-1845 weer wat toe. De aanspraak die men op het eiland maakte kwam echter slechts tot uiting in de aanwezigheid van een beperkt aantal vestigingen langs de kust. Bijna alle aandacht was gericht op Java.
Nederlandse handelsposten in de zogenaamde buitengewesten (niet-Java) brachten hoge kosten met zich mee en waren voornamelijk bedoeld om de Nederlandse aanspraken op de hele archipel te bevestigen.

#### West-Borneo
Aan het eind van de 18e eeuw was de Vereenigde Oostindische Compagnie failliet gegaan en had de Nederlandse regering haar belangen overgenomen. Er was slechts sporadische aanwezigheid van eerst de VOC en later de regering op West-Borneo. In 1817 hadden de sultans van Sambas en Pontianak de Nederlanders gevraagd terug te komen. Gebrek aan controle over de Chinese bewoners dreef hen daartoe.

The Sultan of Sambas had asked the Dutch to occupy Sambas in order to escape the threat that the powerful Chinese might perhaps at some time even depose him altogether.
— Dutch commissioner for West-Borneo, 1819

In juli 1818 werd door het Nederlands-Indisch gouvernement een permanente post ingericht in Pontianak, daarna ook in enkele andere plaatsen. Vanaf ongeveer het midden van de 18e eeuw waren groepen Chinese gouddelvers naar West-Borneo gekomen. Aanvankelijk werd dit door de Maleise sultans en districtshoofden gestimuleerd omdat duidelijk werd dat de Chinezen dit werk goed beheersten. Er was weinig competitie met de Maleiers en Dajaks; dit soort werk ging hen slechter af en er was genoeg land met veel vindplaatsen. Goud werd een belangrijk exportproduct.

De goudwinning en verkoop werd uitgevoerd door Chinese kongsis. Dit waren samenwerkingsverbanden (vennootschappen) die ook in China gangbaar waren. Een grote kongsi bestond uit honderden leden, zowel gouddelvers, transporteurs, handelaren en andere medewerkers en hun leiders. Op West-Borneo groeiden ze door federatievorming uit tot eenheden met duizenden leden. Door hun grootte, hechte structuur en efficiënte werkwijze werden ze steeds onafhankelijker van de Maleise autoriteiten. Het waren economische, bestuurlijke en religieuze instituten, voornamelijk bestaande uit Hakka-Chinezen, die zich vrijwel gedroegen als onafhankelijke staatjes, ze trokken zich weinig aan van welke overheid dan ook. Ze betaalden geen pacht meer over de grondgebieden die ze gebruikten; oefenden er hun eigen rechtspraak uit, belastingen werden vrijwel niet meer betaald en de door lokale vorsten en sultans ingestelde handelsmonopolies werden omzeild. Door een afname van de Chinese immigratie vanaf het begin van de 19e eeuw nam bovendien de opbrengst uit immigratieheffing per hoofd af. De Maleise vorsten hadden in de loop van 20 jaar hun voorspoed zien verdwijnen. De Chinese invloed was uitgebreid over Dajakdorpen die ze belasting lieten betalen, Dajaks konden op krediet bij Chinezen kopen wat hen afhankelijk maakte.

Neither the native principalities nor the Dutch colonial power had comparable organizations, infrastructures or power.

De Chinezen zaten niet op Nederlands gezag en bijbehorende belastingheffing te wachten en het gouvernement voerde voor de gebieden buiten Java en Sumatra een 'handen-af' beleid. De zeer zelfstandige positie van de kongsi's kon echter niet meer getolereerd worden ondanks de goede kanten die eraan zaten. De Maleise vorstendommen werden getolereerd omdat ze zwak waren, de Chinese gemeenschappen waren te sterk. Een ruwe schatting geeft dat er in West-Borneo in 1828 ongeveer 27.000 Chinezen woonden; het aantal Dajaks beliep 370.000 en het aantal Maleiers 138.000.

#### Zuid- en Oost-Borneo
In 1817 had de Sultan van Bandjermasin de soevereiniteit over de oostkust aan het Nederlands-Indisch gouvernement overgedragen. Het gebied langs de oostkust bestond uit een aantal kleine min of meer van elkaar onafhankelijke staatjes die elk afzonderlijk weinig macht hadden. Aan het hoofd stond een lokale prins of sultan. Het gouvernement had weinig belangstelling voor de oostkust tot een slecht afgelopen reis van twee Engelse schepen die de Koeteirivier waren opgevaren aan het licht kwam; op de terugweg kwamen ze in een hinderlaag van de Sultan terecht. Mogelijk duidde dit op toegenomen belangstelling van de Britten voor de archipel en er ontstond een wijziging in beleid. Vanaf 1844 stelde het gouvernement zich actiever op en sloot contracten met plaatselijke leiders aan de oostkust.
Vanaf 1843 werd Minister J.C. Baud (Minister van Koloniën van 1840-1848) voorstander van een actiever beleid op Borneo. De gouverneur-generaal van Nederlands-Indië J.J. Rochussen (1845-1851) hing ook een meer imperialistische koers aan.

In 1846 was door hem een nieuwe bestuursstructuur ontwikkeld; er werd gesproken over het "Gouvernement van Borneo" met Weddik als eerste gouverneur en het 450 km landinwaarts gelegen Sintang als hoofdstad. Aldus gaf men ervan blijk dat Borneo als eenheid werd beschouwd inclusief het binnenland; tot dan was sprake van drie afzonderlijke kustgebieden.

Sintang heeft echter nooit als hoofdstad gefunctioneerd en Weddik heeft er niet permanent gewoond; in 1847 werd hij met een opdracht naar de Molukken gestuurd. In 1848 realiseerde Den Haag zich dat het plan voor een centrale regering een vergissing was. Er vond een splitsing plaats in een Westerafdeeling en een Zuider- en oosterafdeeling. In de laatste kwam de resident van Bandjermasin aan het hoofd, de Westerafdeeling kreeg een nieuwe resident in plaats van een assistent-resident. De gouverneurspost bleef "voorlopig" onbezet. De Engels-Nederlandse rivaliteit werd na het Europese revolutiejaar 1848 minder; de Nederlandse regering besloot te berusten in de Britse activiteiten op de noordwestkust van Borneo.

##### Steenkool
Op diverse plekken in het sultanaat Bandjermasin werden steenkoollagen aangetoond, winning in dagbouw zou deels mogelijk zijn. Voor transport konden de rivieren gebruikt worden. Op geringe schaal vond winning van kolen plaats door de sultan zelf. Toename van het gebruik van stoomschepen door gouvernement en marine maakte onafhankelijkheid van de aanvoer uit Europa gewenst. Als gevolg hiervan werd in oktober 1850 bekendgemaakt dat Nederlandse bedrijven delfstoffen in de archipel mochten exploiteren, met uitzondering van Java en de tinmijnen van Banka. Op Borneo leidde dit tot rond 1880 slechts beperkt tot kolendelving vanwege de obstakels die moesten worden overwonnen.
De sultan van Bandjermasin wilde in de gebieden die onder zijn bestuur vielen aanvankelijk geen mijnen toestaan. Tussen 1846 en 1884 waren bij perioden vijf kolenmijnen actief, vier ervan waren overheidsbedrijven. Enkele daarvan functioneerden slechts een paar jaar en op termijn voldeden ze niet aan de verwachtingen. Slechts in enkele jaren was de productie voldoende voor het eigen gebruik van gouvernement en marine. De kolen waren van matige kwaliteit en konden op Java niet goedkoper verkocht worden dan geïmporteerde steenkool.
Omdat de rijkste steenkoollagen in het gebied van de sultan lagen, groeide bij het Nederlands-Indisch gouvernement de wens om Borneo onder direct bestuur te brengen, eventueel met militaire middelen. Tot 1850 werd in de zogenaamde buitengebieden onthoudingspolitiek toegepast, men concentreerde zich op Java en Sumatra.

## De Westerafdeeling

#### Militaire acties
Een eerste militaire actie tegen Chinezen vond plaats in 1823/1824. De Chinese kongsi's vielen elkaar regelmatig aan wat leidde tot doden, gewonden en vluchtelingen. De Nederlandse commissaris Tobias verzocht Batavia om machtsvertoon waarop een groep van 300 militairen werd gezonden. Doel was vooral om de gevolgen van een onderlinge kongsi-strijd recht te zetten. De Chinese wijk van Sambas werd onder direct bestuur geplaatst omdat zich daar een tempel bevond waar beide elkaar vijandig gezinde kongsi's gebruik van maakten. In 1824 werden de militairen na een Chinese uitval weer deels verdreven; door het uitbreken van de Java-oorlog konden geen versterkingen worden ingezet. Alleen langs de kust kon Nederlands-Indië de posities behouden.

De nieuwe politiek die vanaf midden jaren '40 werd toegepast, werd ook voelbaar in de Chinese districten van de Westerafdeeling. Rond 1850 werkten de gouddelvende kongsis van West-Borneo in een situatie waarin ze zich weinig aantrokken van welke overheid dan ook. Met het beperkter worden van het aantal winbare plaatsen leefden ze regelmatig in vijandschap met elkaar.
Maleise prinsen en sultans waren niet meer gesteld op de aanwezigheid van Chinezen waarover ze de controle kwijt waren. In februari 1850 loste een Chinese prauw smokkelwaar uit Singapore bij een kongsi. Er werd zoveel gesmokkeld dat het gouvernement dit niet meer met een boete wilde afdoen, het was nodig inkomstenbronnen als invoerheffingen en handelsmonopolies veilig te stellen. De resident van de Westerafdeeling, T.J. Willer, eiste inlevering van schip met kapitein plus lading en liet de betreffende rivier blokkeren. Hij deed een beroep op militaire hulp uit Batavia. In april 1850 werd het fregat Rijn langsgestuurd maar een poging tot ingrijpen mislukte, het smokkeljacht ontsnapte naar zee. Gesterkt door deze mislukte demonstratie van militaire kracht veroverde de kongsi Thai Kong (ook geschreven als Ta Kang) gebieden van een naburige kongsi met drie dorpen en de havenstad Pemangkat. Resident Willer wilde daarom de twee belangrijkste kongsi als "staatsvorm" elimineren en direct bestuur instellen over alle Chinezen. De mijnbedrijven zouden als werkmaatschappijen onder Chinese leiding kunnen voortbestaan.

Een tweede militaire actie tegen Thai Kong vond plaats in september 1850, geholpen door de Lanfong-kongsi, die loyaal was aan het Nederlands-Indisch bestuur. De garnizoenen aan de westkust werden versterkt met 2 compagnieën en een detachement artillerie onder bevel van luitenant-kolonel F.J. Sorg.
Ongeveer 650 manschappen voerden een aanval op Pemangkat uit en bestormden ook het kongsihuis, een complex bestaande uit een tempel, vergaderzalen en woonruimte voor de bestuurders. Honderden Chinezen werden gedood en de plaats werd veroverd. Onder de inheemse burgers vielen weinig slachtoffers omdat dezen bij voorbaat de stad waren ontvlucht. Sorg overleed een aantal weken later aan opgelopen verwondingen en dysenterie. De verovering had geen blijvend resultaat. Versterkingen die half november werden aangevoerd slaagden er niet in de resterende Thai Kong-strijders van een nabijgelegen heuvel te verdrijven. Dezen bleven zicht houden op de bewegingen in de door Nederlanders bezette stad en haven. De Chinese gemeenschappen in de omgeving bleken nog niet onder controle.

#### Overgave Chinezen
In december 1850 meldden de Chinezen zich onverwacht in Pontianak bij de resident, gaven zich over en sloten een voorlopig vredesverdrag. Resident Willer reisde met een delegatie van drie Chinezen naar Batavia om ook aldaar de vrede vast te leggen. Voor Rochussen was het moeilijk een besluit te nemen. Hij kende de situatie niet goed en de Chinezen waren formeel al onderdanen. Rochussen accepteerde het voorlopig verdrag niet: het had onvoldoende aandacht voor de belangen van de sultan van Sambas, voor de belangen van de Lanfong-kongsi die steeds loyaal was aan het gouvernement en voor de Dajaks die zich onder Chinese invloed bevonden.

Kort daarna werd Duymaer van Twist als gouverneur-generaal (1851-1856) aangesteld die met veel kwesties onbekend was en zich door anderen moest laten informeren.
Uiteindelijk werd een (bestuurlijke) regeling opgezet waarbij voorlopig geen militaire actie zou komen, de kustblokkade werd opgeheven en de Maleisiërs en Dajaks meer bescherming kregen. De leider van de loyale kongsi, Cheng Hung werd aangesteld als regent; de Thai Kong-kongsi behield nog veel invloed in eigen zaken. Willer begon de mijnbouw-kongsi's te ontmantelen maar dat stuitte op veel weerstand; Cheng Hung bleek niet representatief, hij had alleen aanhang onder de Chinezen in de dorpen en steden, niet onder de mijnwerkers. Willer probeerde hen over te halen akkoord te gaan met de voorstellen; in januari 1853 slaagde hij erin de Thai Kong hun staatszegel aan hem te laten overdragen. Er werd een ceremonie georganiseerd waarbij het zegel ritueel werd verbrand. Hij meldde dit aan Batavia als een succes. De gouverneur-generaal zond echter zijn 1e secretaris Prins naar West-Borneo om zich van de gezondheid van Willer op de hoogte te stellen en te bekijken hoe het Nederlands-Indisch bestuur zich hechter kon vestigen. Bij zijn bezoek aan de Westerafdeeling werd hij begeleid door majoor Andresen, de militaire commandant aldaar. Deze bleek een tegenstander van het beleid van Willer te zijn; Prins sloot zich daarbij aan en na overleg met Batavia werd Willer met verlof gestuurd.

## Tweede militaire actie West-Borneo

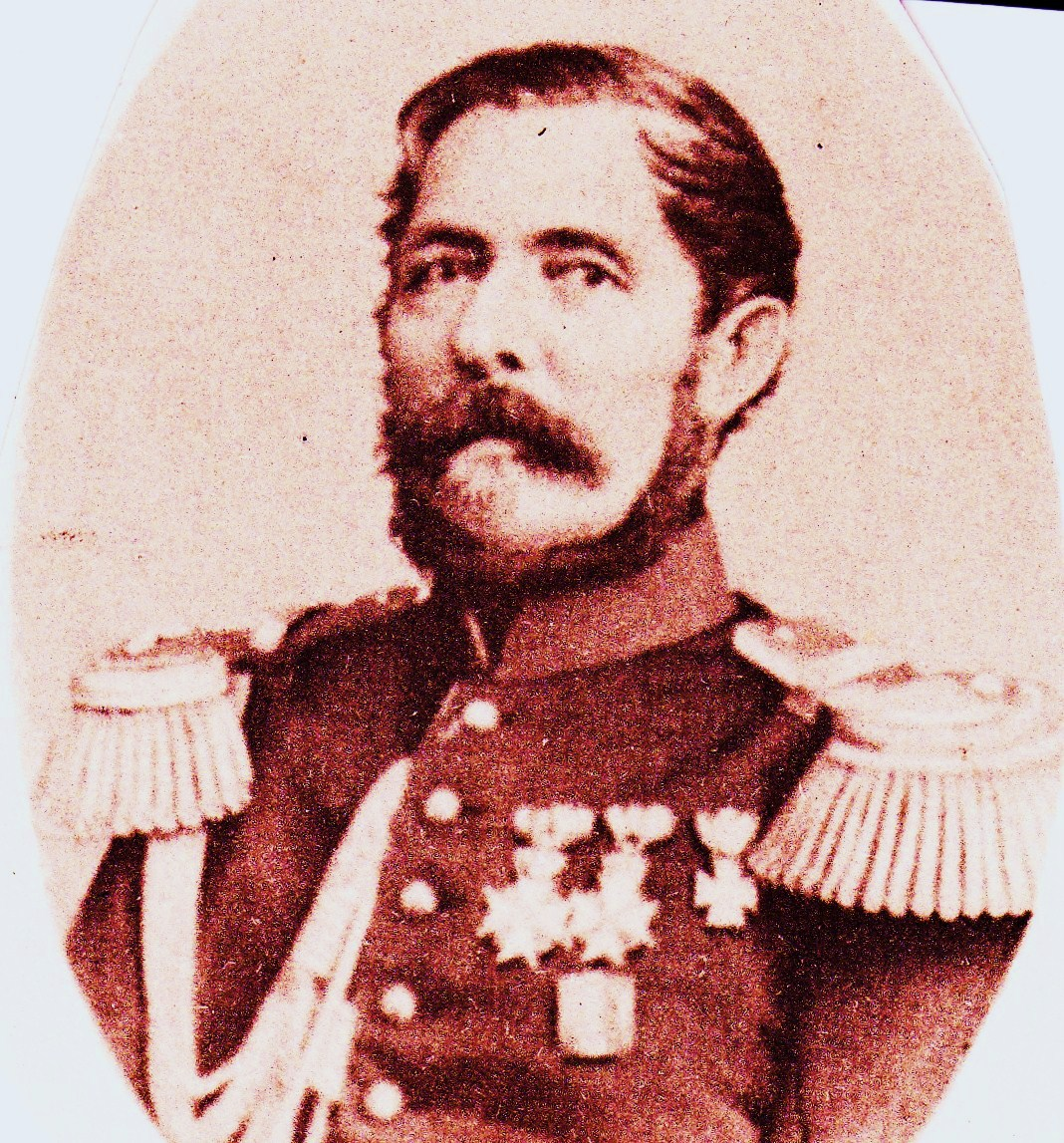
A.J. Andresen, 1865

Aanvallen door Chinese bendes op de geïsoleerde Nederlandse garnizoenen namen in 1853 weer toe; er leek geen toenadering mogelijk tussen het gouvernement en de kongsi. Majoor Andresen vroeg Batavia om een tweede strafexpeditie. Deze vond in mei 1854 plaats en wordt ook wel de Monterado-expeditie genoemd. Door zes schepen werden 2000 militairen en artillerie aan land gebracht bij Sambas en Pontianak. Na enkele weken van militaire acties vroegen Chinese leiders uit Monterado om vrede.

Het kongsi-systeem werd opgeheven waarna begin juli 1854 Andresen naar Pontianak vertrok, slechts de Lanfong-kongsi in Mandor die doorgaans loyaal was aan het gouvernement mocht tot 1884 blijven bestaan. Enkele malen kwamen in Monterado nog onlusten voor, de troepensterkte was onvoldoende om meerdere veroverde posten tegelijk bezet te houden. Pas in november 1854 waren de Chinese gemeenschappen weer voldoende onder controle, versterkingen werden afgebroken, wapens, huizen en goudmijnen werden inbeslaggenomen.

Monterado werd een assistent-residentie onder kapitein C. van Houten, enkele Chinese districten kwamen onder beheer van Chinese hoofden die aan het Nederlands bestuur waren onderworpen. Tot midden 1856 moesten nog plaatselijke kleine opstanden worden bestreden. De Chinese districten verloren door uitputting van goudaders hun waarde en betekenis, ook schakelden ze geleidelijk over op landbouw.
De invoering van direct bestuur was door overleg waarschijnlijk niet goed mogelijk geweest omdat een deel van de Chinese gemeenschap vóór en een deel tegen Nederlands-Indië was. Omdat de Sultan van Sambas recht had op bescherming door de Nederlands-Indische overheid kon de gouverneur-generaal niet akkoord gaan met de voorstellen van Willer. Alle Maleise prinsen waarmee verdragen waren gesloten hadden in hun eigen rijkjes recht op bescherming.

## De Zuider- en Oosterafdeeling
In 1809 besloot gouverneur-generaal Daendels dat Bandjermasin verlaten moest worden wegens gebrek aan baten doch in 1817 was men weer terug.
In de periode van 1817-1826 waren contracten gesloten met de sultan van Bandjermasin die grote gebieden in Zuid- en Oost-Borneo onder Nederlands-Indische soevereiniteit brachten. Tot rond 1840 had dit slechts nominale betekenis, diverse van de gebieden waren niet eens eigendom van de sultan. De meer bewoonde streken van het Sultanaat waren nooit onder Nederlandse macht gebracht en werden in 1849 nog bestuurd door de sultan en zijn pangerans. De bemoeienis met Bandjermasin werd door het uitbreken van de Java-opstand in 1825 zoveel mogelijk beperkt. De aandacht voor het gebied werd hernieuwd na de ontdekking van steenkoollagen. In 1849 werd de Oranje Nassaumijn geopend te Martapoera. Volgens Rochussen en Minister van Koloniën Baud (1840-1848) zou het gewenst zijn als de kolen en Martapoera op gouvernementsgebied zouden liggen, onder direct bestuur en toegankelijk voor Europese ondernemingen. Ook gouverneur-generaal Duymaer van Twist (1851-1856) meldde aan zijn Minister van Koloniën Pahud (1849-1856) dat het inlandse bestuur op Oost-Borneo slecht functioneerde en dat de exploitatie van natuurlijke rijkdommen (steenkool) bevorderd moest worden.

#### Opvolgingsperikelen Sultan

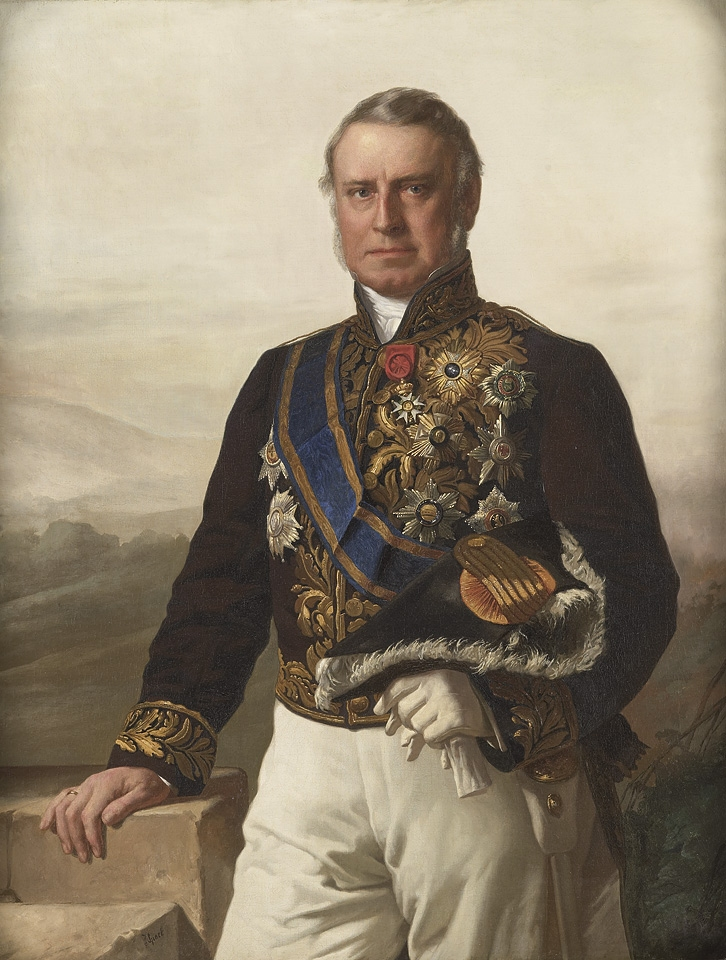
Charles Ferdinand Pahud, olieverfschilderij van Jacob Spoel

Een kans om dit naar hun hand te zetten deed zich voor toen in 1852 de troonopvolger van de sultan overleed. Twee halfbroers waren mogelijke nieuwe opvolgers: Tamjid Illah, zoon van een Chinese vrouw en Hidayat Ullah, zoon van een prinses. Volgens adat (gewoonterecht) kwam de laatste in aanmerking. Resident van Hengst liet Tamjid echter een brief schrijven waarin deze aan Batavia beloofde dat hij zich zeer volgzaam zou opstellen. Tamdjid wilde de gebieden met kolenmijnen wel aan Nederland afstaan als hij sultan zou worden, tegen een vergoeding voor elke gewonnen ton. Hij werd daarop in juni 1852 door het gouvernement op voordracht van van Hengst benoemd tot prins-sultan. Krachtens voorheen gesloten contracten met Sultan Adam had men daartoe het recht. De sultan kreeg daarbij bescherming van het Nederlands-Indisch gezag maar moest als tegenprestatie gebieden afstaan en mocht niet meer zijn opvolger en de rijksbestuurder aanwijzen. Toen in de loop der jaren enkele keren zijn zoon Praboe Anom werd voorgedragen als rijksbestuurder werd dit door het gouvernement wegens ongeschiktheid afgewezen.

De resident werd echter ontslagen toen Batavia van een in aanzien staande inlander en van de vorige resident, meer inzicht kreeg in de verhoudingen te Bandjermasin. Men kreeg spijt van de voordracht van Tamjid maar kwam er niet op terug. In 1853 ging sultan Adam met een delegatie naar Batavië om te verzoeken Hidayat als prins-sultan aan te wijzen hetgeen niet gebeurde. Wel werd Hidayat naast Tamjid aangesteld als operationeel rijksbestuurder.

Na het overlijden van Sultan Adam in november 1857 werd Tamjid tot onvrede van de bevolking op de troon gezet door gouverneur-generaal Pahud (1856-1861). De resident van Zuid-Borneo, van Bentheim, onderschatte de naderende opstand. Het verzet van de bevolking richtte zich daarna tegen het Nederlands gezag, Tamjid Illah was niet in staat grote onlusten te voorkomen. Er ontstonden eerst diverse kleine opstanden en begin 1859 een algemene revolte. Daarbij waren de kolenmijnen als zichtbare uiting van de Nederlandse aanwezigheid het eerste doelwit.

## Militaire actie Zuid- en Oost-Borneo

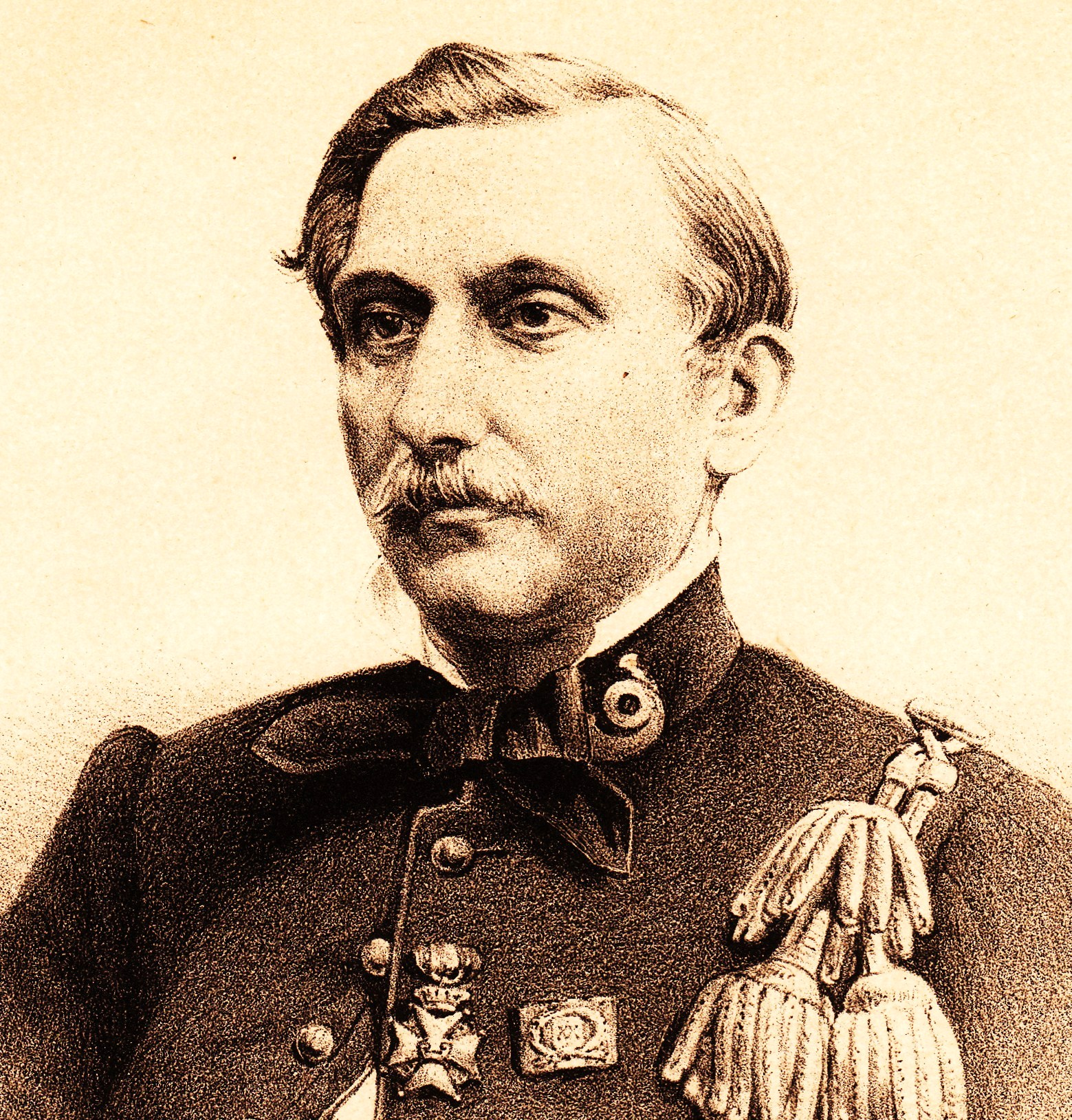
G.M. Verspyck, 1865

Wat volgde werd later de 'Bandjermasinse Oorlog' of 'Bandjermasinse Krijg' genoemd. De Nederlands-Indische regering greep in en stuurde kolonel Andresen naar Borneo die daar eind april 1859 met zijn troepen ontscheepte. Kort erna schorste hij de resident en nam ook het burgerlijk bestuur op zich. Eind juni deed Tamjid troonsafstand, Andresen trachtte Hidayat op de troon te krijgen maar deze kwam niet opdagen bij door Andresen georganiseerde besprekingen. Zijn ervaringen met het gedraai, de intriges en niet nagekomen afspraken door Nederlandse bestuurders (onder andere omstreeks en na het overlijden van de oude sultan) hadden in hem een diep wantrouwen geworteld. Andresen opereerde tamelijk defensief, hij beveiligde de afvoerwegen van de kolenmijnen die weer op kleine schaal waren gaan produceren, en het mijncomplex te Pengaron. Hierdoor bleef het initiatief hoofdzakelijk bij de opstandelingen. De commandant van het leger in Indië, luitenant-generaal Jan van Swieten wilde offensieve operaties om de opstand actief neer te slaan. Daarom werd Andresen in oktober 1859 vervangen door majoor Verspyck die eveneens waarnemend resident werd. De daaropvolgende strijd kostte veel mensenlevens en schade in grote delen van Zuid-Borneo. Aan Nederlandse zijde werden van 1859-1863 ruim 200 doden en circa 800 gewonden gemeld. Het vertrek van Andresen vergrootte opnieuw het wantrouwen van Hidayat in het Nederlands-Indisch bestuur.

#### Aanval op de Zr.Ms. Onrust
Een kwestie die het Nederlands-Indisch bestuur hoog opnam was de overval op de Z.M. Onrust in december 1859. Dit raderstoomschip van de marine was naar de Taweh, een zijrivier van de Barito in de binnenlanden van Zuid-Borneo gezonden om de situatie te inventariseren en een tegenstander te arresteren. Een aan boord gekomen delegatie deed een onverwachte overval waarbij de gehele slecht bewapende bemanning van 55 personen werd gedood. Hierbij heeft onvoorzichtigheid van de kapitein, 1e luitenant Bangert, een rol gespeeld.

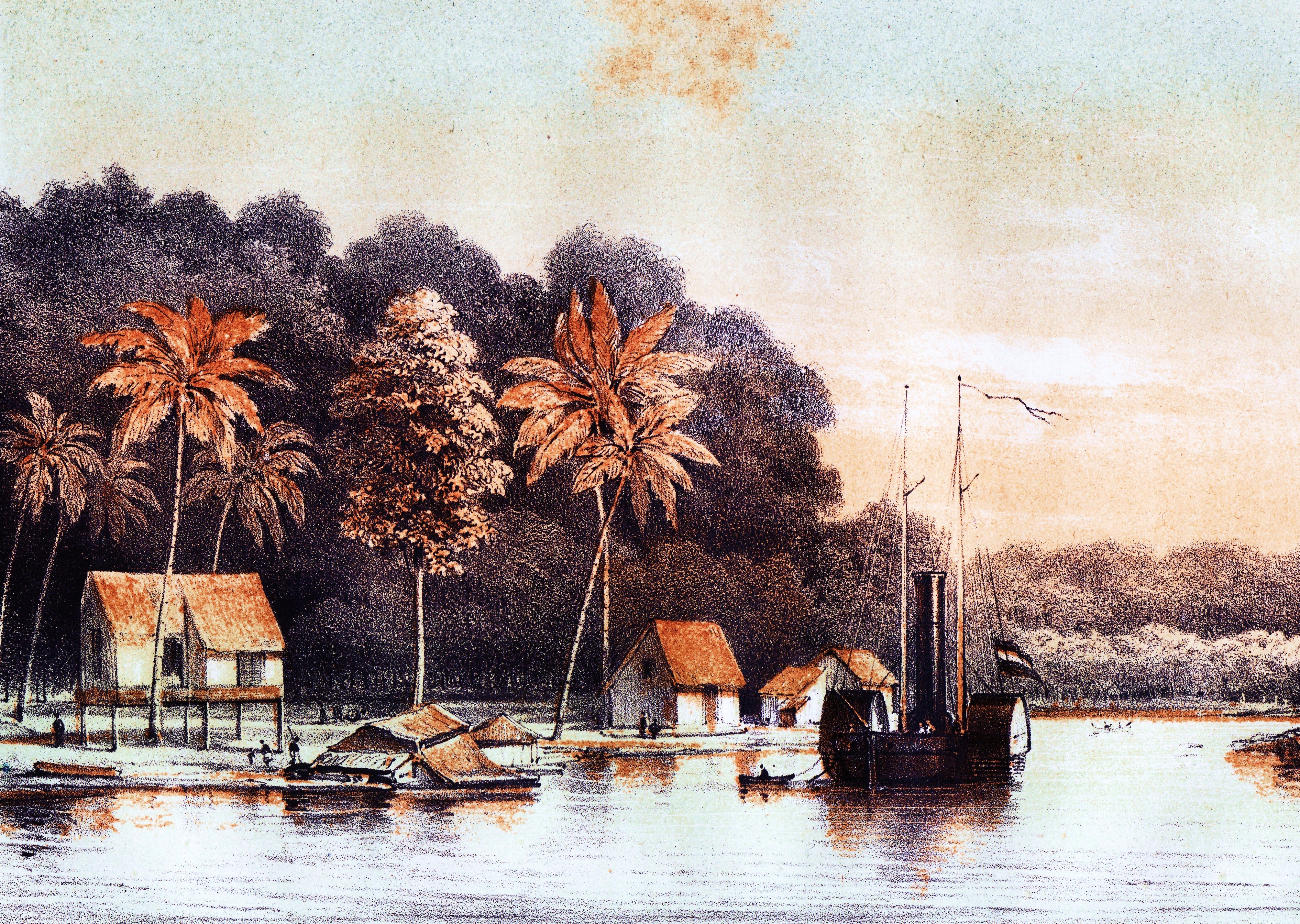
De Onrust bij Lontontoeor

Een vergelijkbare tocht in november was rustig verlopen waardoor de waakzaamheid was afgenomen. Een meereizende inlandse handelaar, Taïb, had echter waarschuwingen geuit. Tegen half december 1859 vertrok de Onrust opnieuw uit Bandjermasin en arriveerde enkele dagen later te Lontontoeor, een kleine kampong op ruim 400 km afstand aan de boven-Barito nabij de monding van de Teweh (bij het huidige Butong en Muarateweh). Doel was het inlandse hoofd Soerapatie te bewegen om tegen een flinke vergoeding de opstandige prins Antassari uit te leveren. Deze was nog een afstammeling van een kroonprins uit de 18e eeuw en was anti-Tamdjid en anti-Nederland. Op 27 december kwamen Soerapatie en nog enkele hoofden met hun gevolg bij de Onrust aan en een aantal ging aan boord. Na een bespreking in de kajuit teruggekomen op het dek, sloeg Soerapatie als eerste en waarschijnlijk als startsein met zijn klewang een officier neer. De bezoekers keerden zich met een verrassingsaanval tegen de bemanning en doodden de hele bemanning met behulp van medestanders die plotseling in een aantal prauwen tevoorschijn waren gekomen.

Taïb die het schip kennelijk bijtijds had verlaten was de enige die op 31 december in Bandjermasin terugkeerde en verslag deed. Hij werd enige tijd verdacht van verraad maar werd na onderzoek ontslagen van vervolging. Zijn verhaal werd later in grote lijnen bevestigd door drie deelnemers aan de overval die in 1862 werden gearresteerd. Een strafexpeditie vertrok eind januari 1860 met een ander schip. Lontontoeor en andere kampongs langs de rivier werden in brand gestoken maar Soerapatie ontkwam aan arrestatie; de gezonken Onrust bleek niet te bergen. Bij laag water is het wrak nog altijd (begin 21e eeuw) onder water te zien. Naast het verlies aan mensen en materieel had ook het prestige van de troepen een deuk opgelopen. In Indonesië wordt de Onrust middels een gedenkmonument als symbool voor het streven naar onafhankelijkheid gezien.

#### Verdere militaire activiteiten
Het gebeuren met de Onrust was aanleiding om nieuwe versterkingen te sturen. In de loop van 1860 werd het aantal Europese soldaten verhoogd tot bijna 1000 man, het aantal inlandse tot ruim 1600. Met behulp van 7 marine-stoomschepen kreeg het Nederlands-Indisch leger na een enkele jaren durende guerrilla-oorlog de overhand. Daarbij vonden vrij weinig echte gevechtshandelingen plaats. Inlandse hoofden werden overgehaald de tegenpartij niet meer van voedsel en wapens te voorzien, zo raakten ze geleidelijk geïsoleerd. De opheffing van het Sultanaat Bandjermasin met instelling van direct bestuur door het gouvernement werd in juni 1860 bekendgemaakt. Er was geen geschikte opvolger voor de afgetreden sultan Tamdjid en het gouvernement wenste het ongestoorde bezit van de kolenmijnen. Door het toenemend gebruik van stoomschepen door marine en gouvernement ontstond een grote behoefte aan kolen.
Hoewel rond 1862 het Nederlands-Indisch leger de overhand kreeg eindigde de oorlogstoestand niet vóór 1867 en dan alleen in de kustgebieden en lager-Barito. Vanuit het binnenland kwamen nog incidentele aanvallen, tot in het begin van de 20e eeuw werden daar strafexpedities heengezonden. Begin 1862 vond een ontmoeting plaats tussen Verspijck en Hydajat waarbij deze akkoord ging zich op Java te vestigen. Eind 1862 overleed Antassari waarna een expeditie van vier stoomschepen met 200 soldaten naar de Teweh trok om de opstand te beëindigen. Door het machtsvertoon gaven inlandse hoofden zich vrijwel zonder te vechten over, Soerapati verdween in het oerwoud van het binnenland.

#### Resultaat
Het uit beeld verdwijnen van deze drie belangrijke opstandleiders werd echter niet snel gevolgd door economische vooruitgang. Door de sterke terugloop van de kolenproductie was de oorlog vrij zinloos geweest. De productie van de Oranje Nassau te Pengaron bedroeg van 1854 t/m 1858 tussen de 10.000 en 16.000 ton per jaar. Tussen 1860 en 1864 slechts 600 tot 3600 ton per jaar. Andere mijnen leverden nog minder. Met 10.000 ton kon men ruwweg 10 tot 14 schepen per jaar voorzien. Bovendien stapte de marine af van het gebruik van kolen uit dit gebied omdat ze minder geschikt waren. Het gebruik van stoomschepen had wel de militaire acties makkelijker gemaakt en men kon sneller reageren. Het transport over de rivieren was met prauwen en zeilschepen langzamer en moeilijker geweest; lange marsen over moeilijk terrein waren veel minder nodig. De met de oorlog samenhangende kosten lieten weinig ruimte meer voor investeringen door het gouvernement, en private investeerders achtten de onzekerheid in dit gebied te hoog. De private kolenmijn Julia Hermina bijvoorbeeld was in 1859 vrijwel compleet vernield en het Europese personeel van kant gemaakt. Pas in de jaren '80 kregen ondernemers weer interesse in Zuid-Borneo.
De toenemende dreiging van buitenlandse interventie op Borneo en de wens meer controle te hebben, leidden uiteindelijk tot direct bestuur in Bandjermasin en de Chinese districten aan de westkust. Daarbij waren noch de Britten noch de Nederlanders erin geslaagd veel profijt te trekken van de gebieden die ze hadden verworven.

## Afbeeldingen

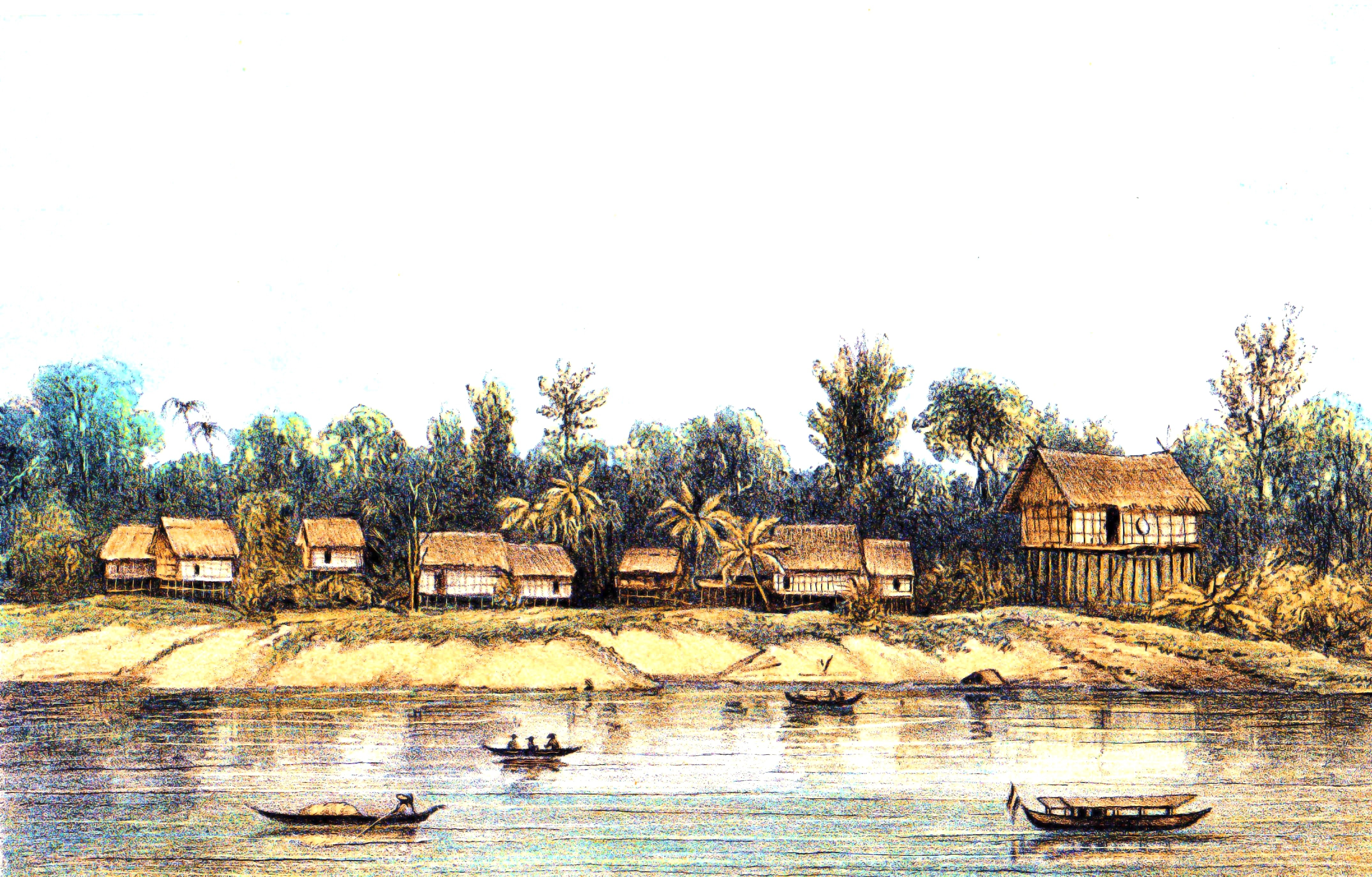
Dajakse kampong
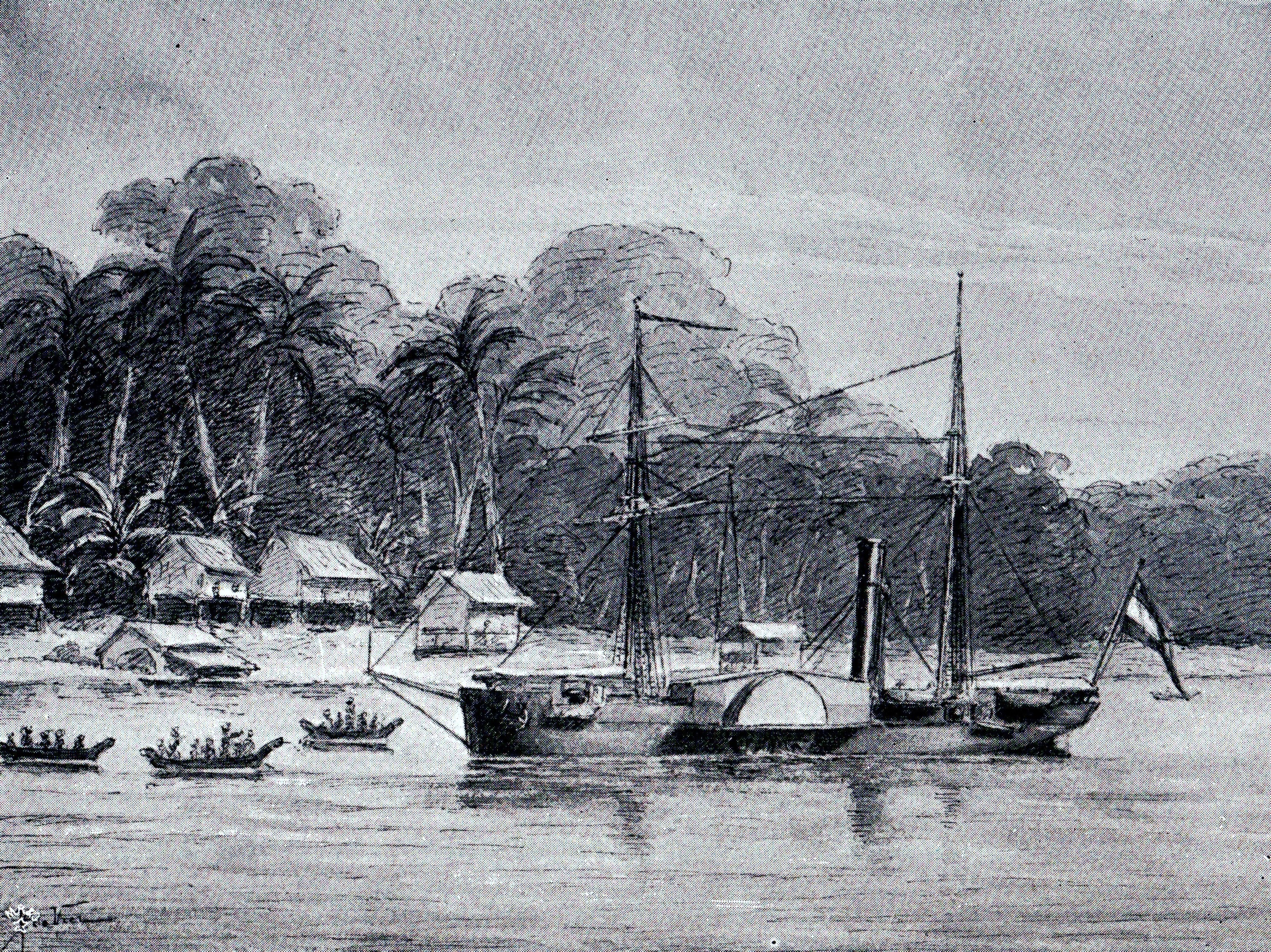
De Onrust bij Lontontoeor